# David A. Carter
Pour les articles homonymes, voir Carter.
David A. Carter (né le 4 mars 1957) est un illustrateur américain. Il est célèbre pour ses livres animés
pour enfants pour enfants et adultes.
A la fin des années 1970 il a travaillé comme  designer et a illustré des publicités. Depuis 1987, il travaille comme créateur de livres animés. Il a créé plus de 90 livres animés dont un livre référence pour tous les concepteurs de pop-up Pop-up, art et technique,   version française de The Elements of Pop-Up.
Il a aussi illustré la série Mandarine petite souris(Little Mouse)  avec sa femme Noëlle avec laquelle il a eu deux filles.
Il a reçu le prix Meggendorfer  en 2006 pour  Un point rouge

## Œuvres
- Le livre à pois
- Cache-cache
- Bruit blanc
- 600 pastilles noires
- Carré jaune
- Petit rond bleu

*Eté
*Hiver
*Automne

## Série petits bêtes (Bugs)
- Combien y a-t-il de petites bêtes dans la boîte ?